# 黎刹嗜眼吸虫
黎刹嗜眼吸虫（学名：Philophthalmus rizalensis）为嗜眼科嗜眼属的动物。分布于菲律宾以及中国大陆的广东等地，营寄生生活，终末宿主家鸭以及寄生在眼结膜囊。